# 格林威治區
格林威治區（英語：Royal Borough of Greenwich，讀音：/ˈɡrɪnɪdʒ/ⓘ）是英國英格蘭大倫敦內倫敦的皇家自治市，人口222,600，面積47.35平方公里。区中心城区是格林威治镇。2012年，由于格林威治历史上是王宫所在地且与王室的长期联系，由原倫敦自治市升为皇家自治市。

## 外部連結
- （英文） 格林威治區政府網 （页面存档备份，存于）

51°27′N 0°03′E / 51.450°N 0.050°E